# Lepidocephalichthys furcatus
Lepidocephalichthys furcatus és una espècie de peix de la família dels cobítids i de l'ordre dels cipriniformes.

## Morfologia
- Els mascles poden assolir 5 cm de llargària total.[5][6]

## Hàbitat
Viu en zones de clima tropical.

## Distribució geogràfica
Es troba a la península de Malaca, incloent-hi les conques dels rius Mekong i Chao Phraya.